# أوجين لي سومر
أوجين آن كلودين لي سومر (بالفرنسية: Eugénie Anne Claudine Le Sommer) هي لاعبة كرة قدم فرنسية في مركز الهجوم ولدت في يوم 18 مايو 1989 في مدينة غراس في فرنسا، تلعب حالياً مع نادي أولمبيك ليون لكرة القدم للسيدات وسبق لها اللعب مع نادي أفان غينغان و نادي لوريان، يبلغ طولها 161 سم.

## روابط خارجية
- أوجين لي سومر على موقع الاتحاد الدولي (مؤرشف)  (الإنجليزية)
- أوجين لي سومر على موقع الاتحاد الأوربي (الإنجليزية)
- أوجين لي سومر على موقع قاعدة بيانات كرة القدم.إي يو (الإنجليزية)
- أوجين لي سومر على موقع ليكيب (الفرنسية)
- أوجين لي سومر على موقع Soccerway.com (الإنجليزية)
- أوجين لي سومر على موقع عالم كرة القدم.نت (الإنجليزية)
- أوجين لي سومر على موقع اللجنة الأولمبية الدولية (الإنجليزية)
- أوجين لي سومر على موقع أوليمبيديا (الإنجليزية)
- أوجين لي سومر على موقع اللجنة الأولمبية الفرنسية (مؤرشف) (الفرنسية)